# استیون واینبرگ
استیون واینبرگ (به انگلیسی: Steven Weinberg) (زاده ۳ مه ۱۹۳۳ – درگذشته ۲۳ ژوئیه ۲۰۲۱) فیزیک‌دان مشهور آمریکایی و برنده جایزه نوبل بود. او به عنوان یکی از اعضای دپارتمان فیزیک و اخترفیزیک، کرسی جوزی رگنتال در علم را در دانشگاه تگزاس، آستین به عهده داشت. زمینه فعالیت علمی واینبرگ، فیزیک ذرات بنیادی و کیهان‌شناسی فیزیکی می‌باشد که این تحقیقات منجر به دریافت جوایز متعددی شده‌است که از جمله آنها می‌توان به جایزه نوبل فیزیک (۱۹۷۹) و مدال ملی علوم (۱۹۹۱) اشاره داشت. در سال ۲۰۰۴، او موفق به اخذ مدال بنجامین فرانکلین از مجمع فیلسوفان آمریکا شد. این مجمع از واینبرگ به عنوان یکی از برجسته‌ترین فیزیک‌دانان حال حاضر دنیای امروز نام برد که مورد تأیید بسیاری می‌باشد. او همچنین عضوی از آکادمی ملی علوم آمریکا، انجمن سلطنتی بریتانیا، مجمع فیلسوفان آمریکا و همچنین فرهنگستان هنر و علوم آمریکا بود.

## جایگاه علمی
او در سال ۱۹۷۹ به همراه عبدالسلام و شلدون لی گلاشو، جایزه نوبل فیزیک را به خاطر ادغام نیروی الکترومغناطیسی با نیروی هسته‌ای ضعیف که به برهمکنش الکتروضعیف معروف شد، (کهربایی ضعیف) دریافت کرد.

## نظرات سیاسی
جدای از مباحث علمی، واینبرگ در سال‌های اخیر پشتیبانی علنی خود را از کشور اسراییل ابراز داشته‌است تا جاییکه در دو مرتبه جداگانه در سال‌های ۲۰۰۶ و ۲۰۰۷، واینبرگ در اعتراض به «برخی حرکتهای ضد اسراییلی در برخی از دانشگاه‌های انگلستان» سخنرانی در دانشگاه‌های دورهام و امپریال کالج لندن را تحریم و لغو نمود.
وی اعتقاد داشت کسانی که از تحریمات علیه اسرائیل پشتیبانی می‌کنند «در اصول اخلاقی کور شده‌اند». وی در کتاب خویش Facing Up: Science and Its Cultural Adversaries به وضوح از صهیونیسم جانب داری کرده‌است و حتی مقالاتی راجع به این موضوع به چاپ رسانیده‌است.

## نظرات دینی و اجتماعی
قسمت دوم مجموعه نوارهای بیخدایی، با سخنان فیزیک‌دان آمریکایی استیون واینبرگ، دربارهٔ اثربخشی برهان نظم، در گذشته و حال، آغاز می‌شود. او از اینکه میلر می‌گوید تعداد زیست‌شناسان بیخدا از تعداد فیزیک‌دانان بیخدا پیشی گرفته، شگفت زده شده‌است.
او قائل به تمایز میان صدمات و خساراتی است که به نام دین و توسط دین وارد شده‌اند، و هردو گروه را هم خطرناک می‌داند که باید آن‌ها را جدی گرفت.
واینبرگ همچنین راجع به اینکه چرا از شخصیت خدای توحیدی خوشش نمی‌آید، صحبت می‌نماید. در دقایق پایانی قسمت دوم، واینبرگ علم را خورنده و تباه‌کننده قاطع دین می‌نامد، که این مسئله را امری مثبت قلمداد می‌کند.
واینبرگ شخصاً خداناباور است و جمله معروف زیر از وی است:
With or without religion, you would have good people doing good things and evil people doing evil things. But for good people to do evil things, that takes religion.
با دین یا بدون دین، انسان‌های خوب، کارهای خوب می‌کنند و انسان‌های بد، کارهای بد؛ اما برای اینکه انسان‌های خوب کارهای بد را مرتکب (پذیرا) شوند، دین لازم است.— استیون واینبرگ